# Loi de Fitts
Pour les articles homonymes, voir Fitts.
En psychologie expérimentale, en ergonomie et en interaction Homme-machine, la loi de Fitts est un modèle du mouvement humain, indice de la difficulté d'une tâche. La formulation la plus courante actuelle exprime le temps requis pour aller rapidement d'une position de départ à une zone finale de destination, en fonction de la distance à la cible et de la taille de la cible. La loi de Fitts est utilisée pour modéliser l'acte de « pointer », à la fois dans le vrai monde, par exemple avec une main ou un doigt, et sur les ordinateurs, par exemple avec une souris. 
Publiée par Paul Fitts en 1954, elle ne s'applique pas nécessairement aux interfaces tactiles actuelles (2015).

## Loi originale (en anglais)
{\displaystyle I_{d}=-log_{2}{\frac {W_{S}}{2A}}bits/reponse}
où
- Id est l'indice de difficulté obtenu
- Ws représente la variation de tolérance par rapport au but initial
- A est le mouvement moyen[2].

## Le modèle courant
Mathématiquement, la loi de Fitts a été formulée de plusieurs manières différentes. Une forme commune est la formulation de Shannon (proposée par Scott MacKenzie, et nommée d'après sa ressemblance avec le théorème de Shannon-Hartley) pour le mouvement suivant une unique dimension :
où
- T est le temps moyen pris pour effectuer le mouvement ;
- a et b sont des paramètres pouvant être déterminés empiriquement par régression linéaire ;
- D est la distance séparant le point de départ du centre de la cible ;
- L est la largeur de la cible mesurée selon l'axe de mouvement ; L peut également être considérée comme la tolérance de la position finale, étant donné que le point final du mouvement peut tomber dans la fourchette de plus ou moins L/2 du centre.

À partir de l'équation, on voit un compromis « vitesse-précision » associé au pointage, où les cibles les plus petites ou éloignées nécessitent plus de temps pour être atteintes.

## Articles liés
- Ergonomie
- Method Time Measurement